# Tiroler Museumspreis
Der Tiroler Museumspreis im Land Tirol wird seit 1996 an Museen vergeben.

## Preisträger von 1996 bis 2007
| Jahr | Tiroler Museumspreis                                                    | Anerkennungspreis                                                                    | Projektpreis                         |
| ---- | ----------------------------------------------------------------------- | ------------------------------------------------------------------------------------ | ------------------------------------ |
| 1996 | Schlossmuseum Landeck in Landeck                                        |                                                                                      |                                      |
| 1997 | Alpenvereinsmuseum in Innsbruck                                         | Galerie zum Alten Ötztal in Oetz, Museum Rablhaus in Weerberg                        |                                      |
| 1998 | keine Vergabe                                                           | Heimatmuseum Achental Sixenhof in Achenkirch                                         |                                      |
| 1999 | Haus der Völker in Schwaz                                               | Heimatmuseum Tannheimertal in Tannheim                                               |                                      |
| 2000 | Museum Grünes Haus in Reutte                                            | Jenbacher Museum in Jenbach, Ötztaler Heimat- und Freilichtmuseum in Längenfeld-Lehn |                                      |
| 2001 | Rabalderhaus in Schwaz                                                  | Stiftsmuseum Stams in Stams                                                          | Glocknerhaus in Kals am Großglockner |
| 2002 | Bergbauernmuseum Wildschönau z'Bach in Wildschönau/Oberau               | Heimatmuseum Pfunds in Pfunds, Museum Thurnfels in Völs                              |                                      |
| 2003 | Haus der Fasnacht in Imst                                               | Heimatmuseum Forsterhaus in Neustift im Stubaital/Kampl                              | Madersperger-Museum in Kufstein      |
| 2004 | Archäologisches Museum Fließ in Fließ, Turmmuseum Ötz in Oetz           |                                                                                      |                                      |
| 2005 | Augustinermuseum Rattenberg in Rattenberg                               | Tiroler Bauernhausmuseum in Hinterobernau in Kitzbühel                               |                                      |
| 2006 | Notburga-Museum in Eben am Achensee                                     | Fasnacht- und Heimatmuseum im Noaflhaus in Telfs                                     | Schlossmuseum Landeck in Landeck     |
| 2007 | Stadtmuseum und Stadtarchiv in Innsbruck, Museum Kitzbühel in Kitzbühel |                                                                                      | Museum Schloss Bruck in Lienz        |

## Preisträger seit 2008
Der Preis wird seit 2008 aufgrund gesteigerter Anforderungen nur noch als Projektpreis vergeben.
- 2008 Museum Grünes Haus in Reutte für das Projekt Museumsverbund Außerfern
- 2009 Alpenvereinsmuseum in Innsbruck für das Ausstellungsprojekt Berge, eine unverständliche Leidenschaft.
- 2010 Augustinermuseum Rattenberg in Rattenberg für das Projekt Umbau und Erschließung des Klosterturmes und des Kirchendachbodens.
- 2011 Archäologisches Museum Fließ in Fließ für das Projekt Alpines Heiligtum Pillerhöhe[2]
- 2012 Museum Stadtarchäologie in Hall in Tirol für das Projekt Museum auf Rädern – Schon wieder Hirsebrei![3]
- 2013 Stadtarchiv / Stadtmuseum Innsbruck
- 2014 Museumsverein Fiss
- 2015 Museumsverein des Bezirkes Reutte für die Sonderausstellung zum 1. Weltkrieg "Für Kaiser und Vaterland? Der 1. Weltkrieg aus Außerferner Sicht"
- 2016 Pfarrmuseum Serfaus für das Projekt „Modern Gardening – Pfarrgarten neu interpretiert“
- 2017 Stadtarchiv / Stadtmuseum Innsbruck